# Egerszegi Titánok
Az Egerszegi Titánok egy magyarországi jégkorongcsapat Zalaegerszegen, ami a másodosztályú Andersen Ligában szerepel. A klub a hazai mérkőzéseit a Zalaegerszegi jégcsarnokban játssza.

## Története
Az egyesület a zalaegerszegi jégcsarnok 2005 megépülése után indult el a Zalai Titánok tevékenysége a jégkorongozók képzésére. A helyi jégkorongozás a jégcsarnok üzemeltetőjének pénzügyi problémái 2008-ra veszélybe került, azonban sikerült új tulajdonost találni a csarnoknak. Az Országos Bajnokság II-ben 2017-ben indított először csapatot az egyesület. A klub felnőttcsapata 2024-től szerepel a másodosztályú Andersen Ligában. A csapat a 2024-25-ös, első szezonjában az utolsó 10. helyen zárta az alapszakaszt, így nem jutott be a rájátszásba.

## Szezonok
| Alapszakasz | Alapszakasz | Alapszakasz | Alapszakasz | Alapszakasz | Alapszakasz | Alapszakasz | Alapszakasz | Alapszakasz | Rájátszás                   | Rájátszás                   | Rájátszás                   | Rájátszás                   |
| Szezon      | LM          | GY          | GY.H.       | V. H.       | V           | G           | P           | Helyezés    | Negyeddöntő                 | Elődöntő                    | Döntő                       | Eredmény                    |
| ----------- | ----------- | ----------- | ----------- | ----------- | ----------- | ----------- | ----------- | ----------- | --------------------------- | --------------------------- | --------------------------- | --------------------------- |
| 2024–25     | 18          | 0           | 1           | 0           | 17          | 49:153      | 2           | 10.         | Nem jutott be a rájátszásba | Nem jutott be a rájátszásba | Nem jutott be a rájátszásba | Nem jutott be a rájátszásba |